# Synagoga w Sułkowicach
Synagoga w Sułkowicach – budynek mieścił się na skrzyżowaniu ulicy 1 Maja z ulicą Sportową w Sułkowicach, tuż nad brzegiem rzeki Harbutówki. Synagoga powstała w XIX wieku. Była to prosta, drewniana, parterowa budowla. Prawdopodobnie w czasie okupacji została rozebrana na rozkaz hitlerowców. W 1945 na jej miejscu stały tylko fundamenty. Na jej miejscu stoi obecnie fabryka wyrobów metalowych.